# Луценко, Михаил Тимофеевич
Михаи́л Тимофе́евич Луце́нко (16 мая 1930, Ставрополь-Кавказский, Северо-Кавказский край — 9 октября 2017, Благовещенск) — советский и российский гистолог. Академик РАН (2013; академик АМН СССР 1986—1991, академик РАМН 1991—2013). Инициатор создания и организатор первого на Дальнем Востоке Института физиологии и патологии дыхания СО РАМН (с 1998 года — Дальневосточный научный центр физиологии и патологии дыхания СО РАМН), с момента открытия (1981 год) в течение 24 лет работал его директором, с 2005 года — руководитель лаборатории изучения этиопатогенеза и восстановительных процессов дыхательной системы при неспецифических заболеваниях лёгких.

## Биография
Михаил Тимофеевич Луценко родился 16 мая 1930 года в Ставрополе.
В 1954 году окончил с отличием Ставропольский медицинский институт. С 1957 года (после окончания аспирантуры при кафедре гистологии этого института) был приказом Минздрава СССР направлен на работу в Благовещенский государственный медицинский институт (БГМИ) и работал там; в 1975—1986 гг. — ректор БГМИ.
В 1958 году защитил кандидатскую диссертацию (тема — «Некоторые данные о созревании, формах размножения и топографии клеток красного костного мозга кролика в норме после кровопускания и нарушения нервной регуляции»), а в 1970 году — докторскую диссертацию (тема — «Морфологические исследования печени при гиперхолестеринемии и добавлении к атерогенной диете жёлчных кислот»).
М. Т. Луценко стал инициатором создания и первым директором (в 1981—2005 гг.) Института физиологии и патологии дыхания СО АН СССР (с 1998 г. — Дальневосточный научный центр физиологии и патологии дыхания СО РАМН).
14 февраля 1980 года избран член-корреспондентом, а 11 декабря 1986 года — действительным членом АМН СССР (с 1992 года — Российская академия медицинских наук, РАМН). После слияния в 2013 году РАМН и РАСХН с РАН стал (с 30 сентября 2013 года) академиком Российской академии наук по отделению медицинских наук (секция медико-биологических наук).
С 1983 года является председателем Проблемной комиссии 56.12 «Физиология и патология дыхания» РАМН и МЗСР РФ. С 1999 года — президент Дальневосточной ассоциации учёных. Заведующий основанной им кафедрой медико-социальной работы Амурского государственного университета.

## Научная деятельность
Академик РАН М. Т. Луценко — крупный учёный в области морфологии, гистологии и эмбриологии человека. Под его руководством проведён ряд комплексных исследований по изучению структурных и функциональных основ адаптации дыхательной системы человека к действию низких температур, разработана концепция многоуровневого взаимодействия дыхательной системы с окружающей средой в экстремальных экологических условиях, теоретически обоснованы представления об этапности формирования патологических процессов в бронхолёгочном аппарате при воздействии на организм неблагоприятных экологических факторов. Получены новые данные об особенностях течения заболеваний органов дыхания у коренных жителей северной части Дальнего Востока России и механизмах адаптации приезжего населения к экологическим условиям данного региона. Разработаны мероприятия по функциональной и физической реабилитации, обеспечивающей повышение толерантности организма к условиям Дальневосточного региона и адекватную компенсацию функций организма, нарушенных при заболеваниях органов дыхания. В 2000 году Международная ассоциация по приполярной медицине (Канада) за медико-социальную работу с народностями Севера наградила М. Т. Луценко медалью Жака Хилдеса.
М. Т. Луценко и его учениками на основе фундаментального изучения фетоплацентарной системы разработаны критерии риска развития бронхолёгочной патологии у плодов и новорождённых, матери которых перенесли во время беременности гестоз, хронические неспецифические заболевания лёгких, острые респираторные и герпес-вирусные инфекции. В практику здравоохранения внедрена система диспансерного наблюдения за беременными женщинами с патологией бронхолёгочной системы и их новорождёнными.
Академик РАМН М. Т. Луценко — основатель известной в стране и за рубежом школы морфологов. Под его руководством выполнено 15 докторских и 44 кандидатских диссертаций. Автор 570 печатных работ, в числе которых — 36 монографий и 86 изобретений.

### Избранные труды
- Луценко М. Т. Гистохимия фосфомоноэстераз в норме и патологии. — Благовещенск: Изд-во БГМИ, 1973. — 107 с.
- Перельман Ю. М., Луценко М. Т. Кардиореспираторная система при беременности. — Новосибирск: Наука, 1986. — 118 с.
- Луценко М. Т., Пирогов А. Б., Перельман Ю. М., Нахамчен Л. Г., Вавилова Н. Н. Дыхательная система матери и плода при патологической беременности. — Благовещенск, 1998. — 82 с.
- Луценко М. Т., Коненков В. И., Пирогов А. Б. Механизмы этиопатогенеза бронхиальной астмы. — Новосибирск, 2002. — 240 с.
- Луценко М. Т., Довжикова И. В., Соловьёва А. С., Андриевская И. А., Ишутина Н. А. Фетоплацентарная система при герпес-вирусной инфекции. — Благовещенск, 2003. — 200 с.
- Луценко М. Т., Труфакин В. А. Медицинская социология. — Благовещенск, 2004. — 336 с.
- Луценко М. Т., Перельман Ю. М., Колосов В. П., Пирогов А. Б., Одиреев А. Н., Самсонов В. П. Механизмы этиопатогенеза и пути коррекции неспецифических заболеваний дыхательной системы. — Благовещенск, 2005. — Т. 1. — 224 с.
- Луценко М. Т., Соловьёва А. С., Андриевская И. А. Механизмы изменений иммунной системы у беременных с герпес-вирусной инфекцией. — Благовещенск, 2007. — 170 с.

## Награды
- Орден Трудового Красного Знамени
- Орден Октябрьской революции
- Орден Дружбы народов
- Орден Почёта (1996) — за заслуги перед государством и многолетний добросовестный труд[6]
- Почётное звание «Заслуженный деятель науки Российской Федерации» (2000) — за заслуги в научной деятельности[7]

## Память
- В июне 2025 года Благовещенская городская дума утвердила решение установить на здании Дальневосточного научного центра физиологии и патологии дыхания мемориальную доску, посвященную Михаилу Луценко[8].